# Хаджидимовци
Хаджидимовци (до 1951 година жостовци, до 1934 година сингартийци) са жителите на град Хаджидимово, България. Това е списък на най-известните от тях.

## Родени в Хаджидимово
А — Б — В — Г — Д –
Е — Ж — З — И — Й –
К — Л — М — Н — О –
П — Р — С — Т — У –
Ф — Х — Ц — Ч — Ш –
Щ — Ю — Я

### Г
- Георги Варадев (р. 1970), български футболист
- Георги Мандажиев, български революционер

### И
- Иван Дюлгеров, македоно-одрински опълченец, 31-годишен, учител, четата на Стоян Мълчанков, 15 щипска дружина, от Долно Сингартия[1]
- Иван Дяков (р. 1954), български фолклорен изпълнител
- Илия Кафалиев, български революционер, деец на ВМРО[2]

### Л
- Любен Стефанов (1929 – 1996), български политик от БЗНС

### М
- Мария Габриел (р. 1979), български политик, евродепутат от ГЕРБ

### Н
- Никола Ангелов, македоно-одрински опълченец, 30-годишен, земеделец, четата на Стоян Филипов, 15 щипска дружина, от Долно Сингартия[3]
- Никола Копоев (1878 – 1925), български революционер

### О
- Огнян Стефанов (р. 1986), български футболист

### С
- Стойчо Ласин, общественик и литератор